# Rheum svetlanae
Rheum svetlanae är en slideväxtart som beskrevs av L.S. Krasovskaya. Rheum svetlanae ingår i släktet rabarbersläktet, och familjen slideväxter. Inga underarter finns listade i Catalogue of Life.